# Траоре, Шарль
Шарль Траоре (фр. Charles Traoré; род. 1 января 1992, Ольне-су-Буа) — малийский футболист, защитник сборной Мали.

## Клубная карьера
Траоре — воспитанник клуба «Нант». В 2015 году Шарль подписал контракт с командой «Труа». 23 января 2016 года в матче против «Лилля» он дебютировал в Лиге 1. По итогам сезона клуб вылетел в Лигу 2, но Траоре остался в команде. 7 февраля 2017 года в поединке против «Страсбурга» Шарль забил свой первый гол за «Труа». Летом 2018 года Траоре вернулся в «Нант». 20 января 2019 года в матче против «Анже» он дебютировал за основной состав. 20 декабря 2020 года в поединке против «Анже» Шарль забил свой первый гол за «Нант». 

## Международная карьера
27 мая 2016 года в товарищеском матче против сборной Нигерии Траоре дебютировал за сборную Мали.
В начале 2017 года в Траоре принял участие в Кубке Африки в Габоне. На турнире он был запасным и на поле не вышел.
В начале 2022 года в Траоре во второй раз принял участие в Кубке Африки в Камеруне. На турнире он был запасным и на поле не вышел.

## Достижения
«Нант»
- Обладатель Кубка Франции: 2021/22